# Ted Donato
Edward Paul „Ted“ Donato (* 28. April 1969 in Boston, Massachusetts) ist ein ehemaliger US-amerikanischer Eishockeyspieler und derzeitiger -trainer, der während seiner aktiven Karriere zwischen 1991 und 2004 unter anderem 854 Spiele für die Boston Bruins, New York Islanders, Ottawa Senators, Mighty Ducks of Anaheim, Dallas Stars, St. Louis Blues, Los Angeles Kings und New York Rangers in der National Hockey League auf der Position des linken Flügelstürmers bestritten hat. Seit dem Sommer 2004 ist Donato Cheftrainer des Eishockeyprogramms seiner Alma Mater, der Harvard University.

## Karriere
Donato verbrachte seine Juniorenkarriere, nachdem er die High School abgeschlossen hatte, an der Harvard University. Bereits nach der High School war er im NHL Entry Draft 1987 in der fünften Runde an 98. Stelle von den Boston Bruins aus der National Hockey League ausgewählt. In Harvard spielte er zwischen 1987 und 1991 im Eishockeyprogramm der Elite-Universität in der ECAC Hockey, einer Division im Spielbetrieb der National Collegiate Athletic Association. Im Jahr 1989 gewann er mit dem Team die nationale Meisterschaft. Er selbst wurde zum besten Spieler des Finalturniers ernannt. Zur Saison 1991/92 wurde der Stürmer vom US-amerikanischen Eishockeyverband rekrutiert, um sich intensiv auf die Olympischen Winterspiele 1992 im französischen Albertville vorzubereiten.
Nach Abschluss der Winterspiele schloss sich Donato schließlich den Boston Bruins an, für die er bis zum November 1998 spielte, ehe er im Tausch für Ken Belanger zu den New York Islanders wechselte. Mit dem Wechsel zu den Islanders begann Donatos Reise durch die NHL, da er bereits im folgenden März 1999 zu den Ottawa Senators gelangte. Von dort wurde er im Juni mit den Verhandlungsrechten von Antti-Jussi Niemi zu den Mighty Ducks of Anaheim transferiert, die als Gegenleistung Torwart Patrick Lalime erhielten. Nach einem Jahr bei den Kaliforniern verlängerten diese seinen auslaufenden Vertrag im Sommer 2000 nicht, sodass er als Free Agent zunächst für ein Jahr zu den Dallas Stars wechselte.
Zu Beginn der Saison 2001/02 fand der Flügelstürmer keinen neuen Arbeitgeber und wurde erst im Januar 2002 von einem Ex-Klub New York Islanders verpflichtet. Über die Waiver-Liste landete er zwischen Ende Januar und Mitte März 2002 bei den Los Angeles Kings, St. Louis Blues und anschließend wieder Los Angeles. Diese setzten ihn bis zum Saisonende in der American Hockey League bei den Manchester Monarchs ein. Zur Spielzeit 2002/03 schloss sich Donato den New York Rangers an, ehe er in der Saison 2003/04 zu den Boston Bruins zurückkehrte, wo er seine Karriere im Juni 2004 beendete.
Seit dem Sommer 2004 ist Donato Cheftrainer des Eishockeyprogramms seiner Alma Mater, der Harvard University.

### International
Donato vertrat sein Heimatland bei der Junioren-Weltmeisterschaft 1988 in Moskau, wo er den vierten Platz belegte. Für die Herren-Auswahl spielte der Stürmer erstmals im Rahmen der Olympischen Winterspiele 1992 im französischen Albertville bei einem internationalen Turnier. Weitere Auftritte hatte er bei den Weltmeisterschaften 1997, 1999 und 2002. Eine Medaille gewann er dabei nicht.

## Erfolge und Auszeichnungen
- 1989 NCAA-Division-I-Championship mit der Harvard University
- 1989 NCAA Championship All-Tournament Team
- 1989 NCAA Championship Tournament MVP
- 1991 ECAC First All-Star Team

## Karrierestatistik

### International
Vertrat die USA bei:
| - Junioren-Weltmeisterschaft 1988 - Olympischen Winterspielen 1992 - Weltmeisterschaft 1997 | - Weltmeisterschaft 1999 - Weltmeisterschaft 2002 |

(Legende zur Spielerstatistik: Sp oder GP = absolvierte Spiele; T oder G = erzielte Tore; V oder A = erzielte Assists; Pkt oder Pts = erzielte Scorerpunkte; SM oder PIM = erhaltene Strafminuten; +/− = Plus/Minus-Bilanz; PP = erzielte Überzahltore; SH = erzielte Unterzahltore; GW = erzielte Siegtore; 1 Play-downs/Relegation; Kursiv: Statistik nicht vollständig)

## Persönliches
Seine Söhne Ryan und Jack Donato (* 1997) sind ebenfalls Eishockeyspieler.